# Ноглы, Петер
Пе́тер Но́глы (нем. Peter Nogly; род. 14 января 1947, Травемюнде) — немецкий футболист, игравший на позиции защитника и полузащитника, тренер.

## Карьера
Большую часть своей карьеры Петер Ноглы провёл в клубе «Гамбург», за который он сыграл 320 матчей и забил 38 голов. В составе этого клуба он стал чемпионом ФРГ, обладателем Кубка УЕФА и Кубка ФРГ.
Петер Ноглы сыграл 4 матча за сборную ФРГ, в составе которой стал серебряным призёром чемпионата Европы 1976 года.
После окончания карьеры игрока Петер Ноглы работал тренером в различных клубах.

## Достижения
- Финалист чемпионата Европы: 1976
- Финалист Кубка европейских чемпионов: 1980
- Обладатель Кубка УЕФА: 1977
- Чемпион ФРГ: 1979
- Серебряный призёр чемпионата ФРГ: 1976, 1980
- Обладатель Кубка ФРГ: 1976
- Финалист Кубка ФРГ: 1974